# Campaña de intriga

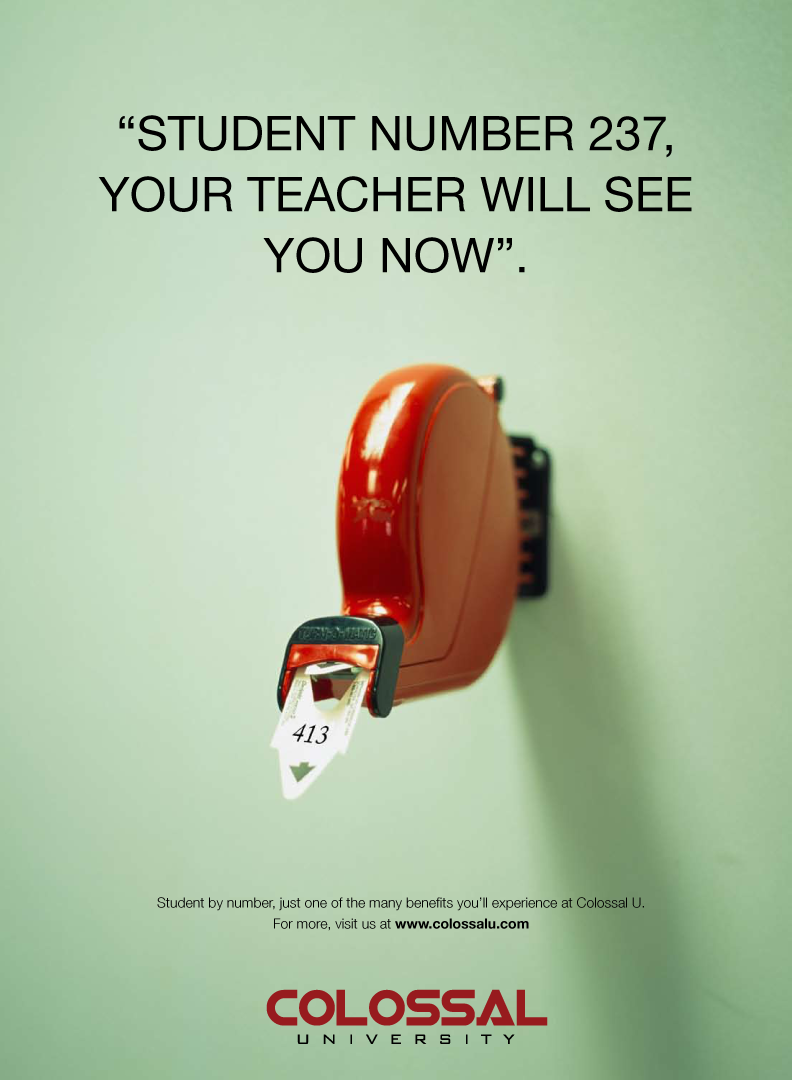
Este cartel forma parte de una campaña de la Universidad Algoma, con objetivo de ilustrar las virtudes administrativas y académicas de una universidad con relativamente pocos estudiantes.

La campaña de intriga (conocida en inglés como teaser), también conocida como campaña de prelanzamiento, es un formato publicitario que funciona como anticipo de una campaña, ofreciendo solo información fragmentaria. Es una técnica habitual en el lanzamiento de un producto o servicio y puede adoptar diversos formatos como páginas web en desarrollo o anuncios enigmáticos en los que nunca se llega a desvelar la identidad del anunciante responsable ni cuál es el producto o servicio promocionado. De esta manera, el mensaje publicitario se plantea como un enigma, con el objetivo de generar curiosidad y expectación en los usuarios y, aprovechando la viralidad propia de Internet, asegurarse repercusión mediática una vez que en anuncios posteriores se resuelva la historia o se complete el mensaje.

## Concepto
Los avances de intriga, diferentes de los típicos "avances de películas", son usualmente muy cortos en duración (entre 30-60 segundos) y usualmente contiene pequeño, o ningún, material real de la película. Los avances de intriga son usual y exclusivamente hechos para películas muy populares y de alto presupuesto. Su propósito no es tanto decirle a la audiencia sobre el contenido de una película, sino que simplemente es hacerle saber que la película se acerca en el futuro cercano, y añadir publicidad al próximo lanzamiento. Los avances de intriga son a menudo hechos mientras la película está en producción o siendo editada y como resultado se puede presentar escenas o versiones alternativas de escenas que no están en la película acabada. Otros (notablemente las películas de Pixar) tienen escenas hechas solamente para usarlas en los avances. Los avances de intriga de hoy en día son frecuentemente el foco de atención en Internet y son descargables.

## Tipos

### Cine
Popularmente, los avances de intriga están relacionados al cine. Ejemplos recientes de eventos cinematográficos que usaron tráileres de campañas de intriga para generar expectativas entre el público son la trilogía de El Señor de los Anillos, la película de Disney/Pixar Cars, las nuevas películas de La guerra de las galaxias y las películas de Spider-Man. Los avances de intriga de El código Da Vinci fue lanzado incluso antes que la película fuese filmada. El avance de intriga de Harry Potter y el misterio del príncipe fue lanzado sorprendentemente tarde, pero cuando fue retrocedido desde el 21 de noviembre de 2008 hasta el 17 de julio de 2009, el tráiler fue sorprendentemente temprano. Algunos avances de intriga han aparecido un año (o más) antes del lanzamiento de la película. Por ejemplo, uno de los avances de intriga de Los Increíbles (2004) fue adjuntado para Buscando a Nemo (2003) en mayo, 18 meses antes de que se estrenara Los Increíbles. A veces, una película pasa por tantas revisiones que hay un retraso entre el tráiler y el estreno. Los avances de intriga de Donde viven los monstruos acompañaron al estreno de El Grinch en 2000, pero el lanzamiento de la película no tuvo lugar hasta 2009. Fue la expectativa fílmica más larga en la historia.
Un avance de intriga para Star Wars: episodio I - La amenaza fantasma acompañó a las películas The Siege (1998) y A Bug's Life (1998), y se reportó que muchas personas pagaban su entrada solo para ver el tráiler, y salían de la sala después de que este hubiera sido proyectado. Los avances de intriga para Star Wars: episodio II - El ataque de los clones y Star Wars: episodio III - La venganza de los sith fueron mostrados antes de las películas de Pixar Monsters, Inc. y Los Increíbles, respectivamente. El avance de intriga para Cloverfield fue inicialmente mostrado junto al estreno de Transformers. En ese punto, nada de la película fue conocido, y el avance de intriga de un minuto y medio no incluyó el título de la película; solo el título del productor J.J. Abrams y una fecha de lanzamiento, 1.18.08, fue mostrada. El avance de intriga para otra película dirigida por Abrams, Star Trek XI, fue adjuntado al mismo Cloverfield, describiendo a la nave espacial USS Enterprise siendo construida en la Tierra, y otra vez no mostraba su título.
Muchas versiones de DVD de películas tendrán tanto su avance de intriga y sus avances de lanzamiento. Uno de los más notables excepciones de esta regla es Spider-Man, que en el avance de intriga incluye un pequeño argumento de la película sobre su huida en helicóptero tras el robo de un banco, siendo atrapado por la espalda y lanzado por atrás en lo que al principio es una tela de araña, entonces al final se ve girar una telaraña entre las Torres Gemelas. Después del 11-S, el tráiler y el avance de intriga, así como el afiche asociado —donde las dos torres aparecen como un reflejo en los binoculares de Spider-Man— fueron sacados de la distribución en los cines y jamás han sido lanzados en DVD. Muchos avances de intriga son similares a un spot de televisión, excepto que aparecen en cines.
Hasbro es otro ejemplo de esta campaña de intriga con sus avances de las películas de Transformers y. mucho más recientemente, con la película Rainbow Rocks (Perteneciente a My Little Pony) al poner en circulación un tráiler y mercancía muchos meses antes de su estreno y, lógicamente, dejando muchas preguntas sin responder.
Dejando de lado el cine, en la pequeña pantalla también suelen producirse teasers. La serie Mar de plástico anunciaba su regreso (el de la segunda temporada) desde principios de verano de 2016 (cuando comenzó el rodaje) y no se estrenó hasta mediados de septiembre del mismo año.

### En otros medios
- En la industria de los videojuegos, su función es similar a la realizada en el cine. Se presentan adelantos de los personajes principales, la gráfica y un vistazo al arco narrativo. Muchos de ellos son presentados en festivales de videojuegos.
- En la industria musical, indirectamente, los previos de las canciones de los artistas no son llamados avance de intriga. Junto a una campaña sencilla de publicidad mostrando la portada oficial del álbum, las canciones del álbum de estudio o EP son presentados como previos o pequeños clips.
- En el teatro, es una demostración o una breve sinopsis especial para spot televisivos. Se muestra el elenco, y tomas exclusivas grabadas en ensayos o puesta en escena solo para el avance. Puede ser la sustitución de la carpeta de producción, es decir, en él puede incluirse una serie de imágenes que informen sobre la compañía teatral, la narrativa de la historia, el elenco, etc.
- Para vender una marca o un producto, los avances de intriga son hechos como anuncios donde la marca no se muestra, con lo cual se despierta curiosidad y se atrae el interés del público. Esta campaña incluye también carteles, paneles, micro-mercadotecnia críptico y enigmáticos anuncios televisivos.